# St. Servatius (Offheim)

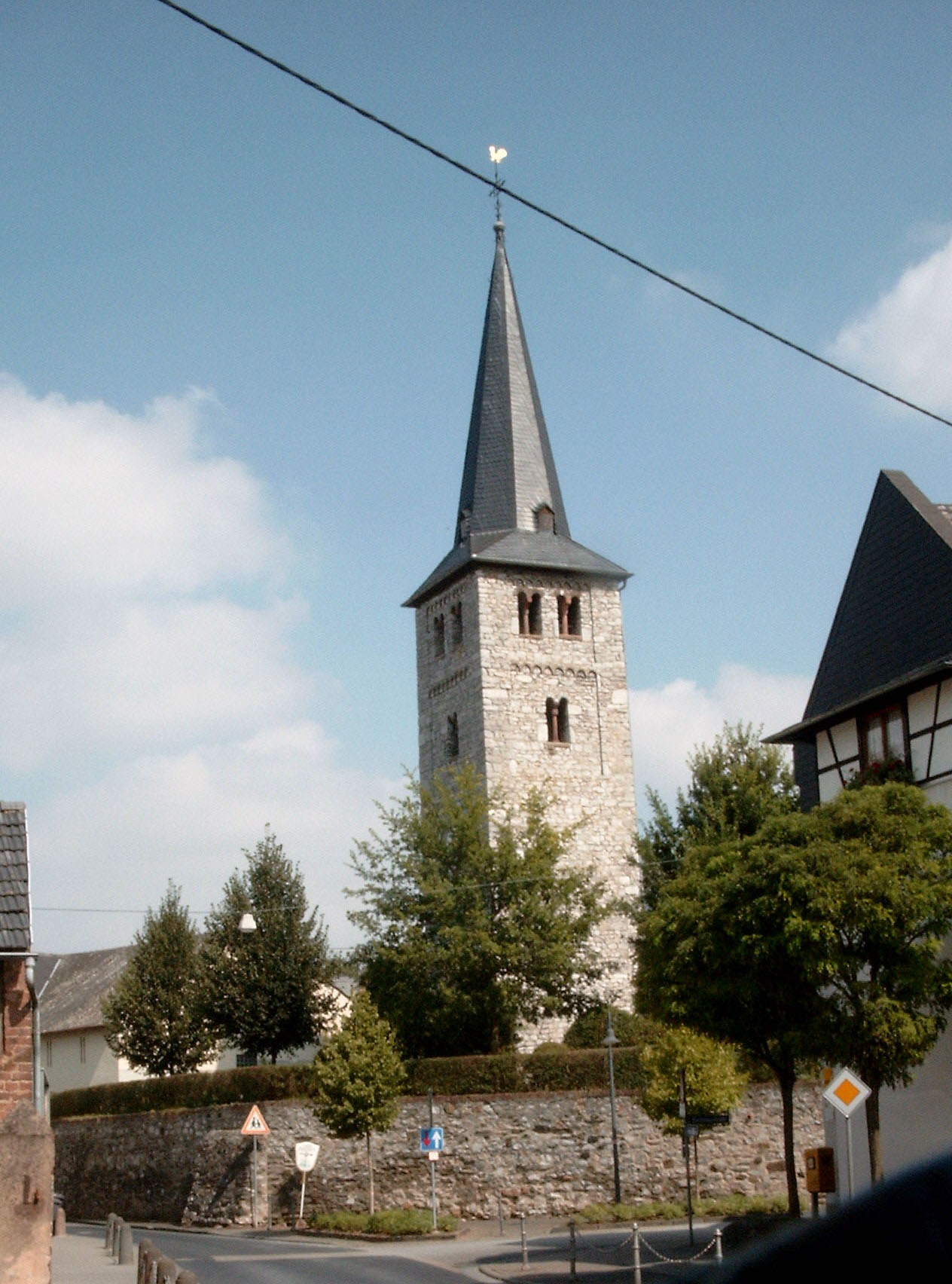
St. Servatius (Offheim)

Die römisch-katholische Pfarrkirche St. Servatius ist ein denkmalgeschütztes Kirchengebäude, das in Offheim steht, einem Stadtteil der Kreisstadt Limburg an der Lahn im Landkreis Limburg-Weilburg (Hessen). Die Kirchengemeinde gehört zum Bistum Limburg.

## Geschichte
Von der romanischen Dorfkirche St. Servatius aus dem 12. Jahrhundert blieb einzig der hohe quadratische Kirchturm aus Bruchsteinen im Westen erhalten, da dessen Langhaus bereits 1896 durch eine neuromanische Kreuzbasilika ersetzt wurde. Aufgrund statischer Probleme wurde aber auch dieses Gebäude in den Jahren 1972/73 durch die heutige Kirche mit dem Gemeindezentrum ersetzt.

## Beschreibung
Der Turm besaß ursprünglich keinen Zugang, das neuromanische, rundbogige Portal im Westen stammt von 1896. Die oberen Geschosse sind mit Lisenen an den Ecken und Bogenfriesen gegliedert. Auf allen Seiten sind je ein bzw. zuoberst zwei Biforien geöffnet. Ihre Säulen in der Mitte besitzen verschiedene, teilweise mit Akanthus geschmückte Kapitelle. Der achtseitige, spitze, schiefergedeckte Helm datiert aus dem 18. oder 19. Jahrhundert. 